# Fontaine d'Anna Seiler
La fontaine d'Anna Seiler, appelée en allemand Anna-Seiler-Brunnen ou plus simplement Seilerbrunnen, est une fontaine située dans la vieille ville de Berne, en Suisse.

## Histoire
La fontaine a été construite entre 1545 et 1546 pour remplacer une ancienne fontaine datant du XIVe siècle. La statue à son sommet représente une femme vêtue d'une robe bleue et remplissant un bol d'eau qu'elle tient dans une main avec une cruche. Elle a été sculptée par l'atelier de Hans Gieng et symbolise probablement la vertu cardinale de la tempérance. Elle se dresse sur un pilier venant des ruines romaines d'Aventicum.
Comme elle se dresse près de l'ancienne tour utilisée comme prison, elle a été tout d'abord nommée fontaine de la captivité (« Gefangenschaft » ou « Kefibrunnen » du dialecte bernois Chefi qui signifie « captivité »).
Elle prit son nom actuel en hommage à Anna Seiler qui, dans son testament, demanda en 1354 à la ville de Berne de l'aider à transformer sa maison en hôpital. Lorsqu'elle mourut vers 1360, l'hôpital fut renommé Seilerin Spital puis déménagea en 1531 dans un ancien monastère dominicain pour prendre son nom actuel d'Hôpital de l'Île.
La fontaine est inscrite comme bien culturel suisse d'importance nationale.

## Source
- (de) Cet article est partiellement ou en totalité issu de l’article de Wikipédia en allemand intitulé « Anna-Seiler-Brunnen » (voir la liste des auteurs).